# 49 Палес
49 Палес (енгл. 49 Pales) је астероид главног астероидног појаса. Приближан пречник астероида је 149,80 km,
а средња удаљеност астероида од Сунца износи 3,091 астрономских јединица (АЈ).
Инклинација (нагиб) орбите у односу на раван еклиптике је 3,174 степени, а орбитални период износи 1985,188 дана (5,435 година). Ексцентрицитет орбите астероида износи 0,228.
Апсолутна магнитуда астероида износи 7,80 а геометријски албедо 0,059.
Астероид је откривен 19. септембра 1857. године.